# Липово-Долинська волость
Липово-Долинська волость — адміністративно-територіальна одиниця Гадяцького повіту Полтавської губернії з центром у селі Липова Долина.

Станом на 1885 рік — складалася з 2 поселень, 5 сільських громад. Населення 5723 — осіб (2724 осіб чоловічої статі та 2999 — жіночої), 924 дворових господарств.

Старшинами волості були:
- 1900[2] року селянин Микита Осипович Симон;
- 1904[3] року селянин Володимир Петрович Ємець;
- 1913[4] року селянин Данило Володимирович Целуйко.
- 1915[5] року селянин Михайло Петрович Козин.